# Филаделфија иглси
Филаделфија иглси (енгл. Philadelphia Eagles) су професионални тим америчког фудбала са седиштем у Филаделфији у Пенсилванији. Утакмице као домаћин клуб игра на стадиону Линколн фајненшал филд. Наступа у НФЦ-у у дивизији Исток. Клуб је основан 1933. и у сезони 1943. наступао је под именом „Филаделфија-Питсбург стиглс“.
„Иглси“ су четири пута били прваци НФЛ-а, последњи пут 2025. Маскота клуба је орао „Свуп“.